# 四川管螺
四川管螺（学名：Phaedusa szechuanensis），是柄眼目烟管蜗牛科烟管蜗牛属的一种。主要分布于中国大陆，常栖息在阴暗潮湿、多腐殖质的环境。
其种加词“szechuanensis”意为“四川的”。